# Famille Semenzi
 (août 2011).
Si vous disposez d'ouvrages ou d'articles de référence ou si vous connaissez des sites web de qualité traitant du thème abordé ici, merci de compléter l'article en donnant les références utiles à sa vérifiabilité et en les liant à la section « Notes et références ».
La famille Semenzi est une famille patricienne de Venise.

## Historique
Elle est agrégée à la noblesse vénitienne dans le chef de Giambattista Semenzi, citoyen riche de la Cité des Doges voulant contribuer aux frais de la guerre contre le Turc par la taxe de 100 000 ducats ad-hoc.
Restant sans héritier, il adopta Francesco Premuda, à qui il donna son nom et légua tous ses biens. Premuda était de l'Ordre des Secrétaires de la République et avait assisté deux ambassadeurs en Espagne et en France.

## Armes
Les armes des Semenzi sont d'azur à un homme armé de toutes pièces monté sur un cheval ailé qui verse une bourse pleine de monnaies, le tout de gueules, le cheval marchant sur un terrain de sinople.